# Grande Arrivo del Giro d'Italia

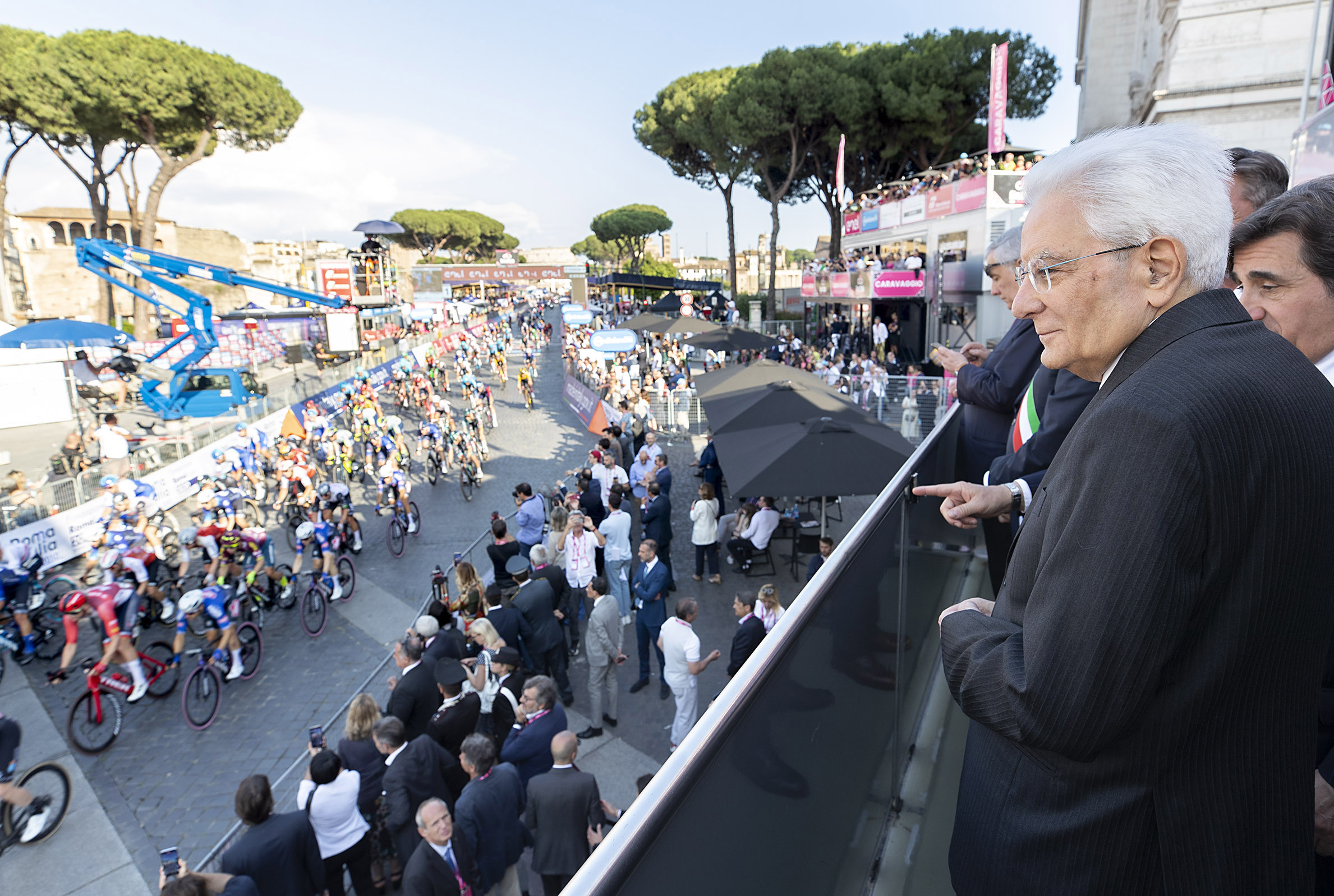
Il Grande Arrivo del Giro d'Italia 2023, in via dei Fori Imperiali a Roma, alla presenza del Presidente della Repubblica Sergio Mattarella.

Il Grande Arrivo del Giro d'Italia è il nome ufficiale con cui viene definita la località di arrivo finale della cosiddetta "Corsa Rosa" di ciclismo su strada, e cioè la città che ospita il traguardo dell'ultima tappa di ogni edizione.

## Scelta della sede
La scelta della località di arrivo finale è ricaduta, per ben 78 edizioni della corsa, su Milano in quanto città sede de La Gazzetta dello Sport. La scelta di una diversa località di arrivo finale del Giro viene effettuata, dall'organizzazione dell'evento (attualmente RCS Sport), in base alle candidature delle varie città italiane a ospitare l'evento. Queste due scelte (o l'arrivo classico a Milano, città non capitale, o in un'altra città per una determinata edizione) fanno differire il Giro d'Italia dagli altri due grandi giri, che hanno nelle proprie capitali la sede classica e pressoché fissa di arrivo (Parigi per il Tour de France e Madrid per la Vuelta a España).

## Grandi Arrivi

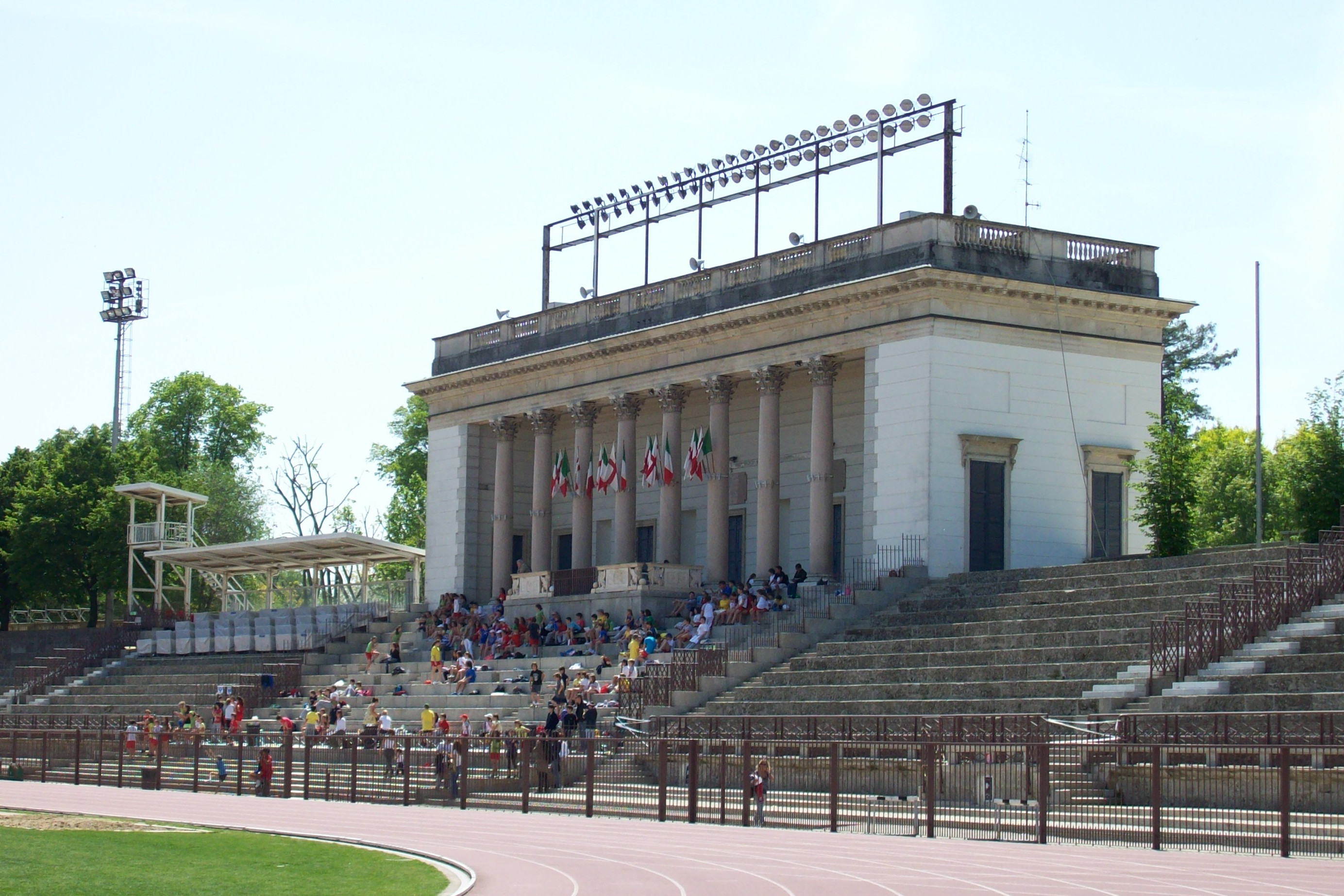
L'Arena Civica a Milano, luogo di arrivo finale della prima edizione, e di altre 17 successive.

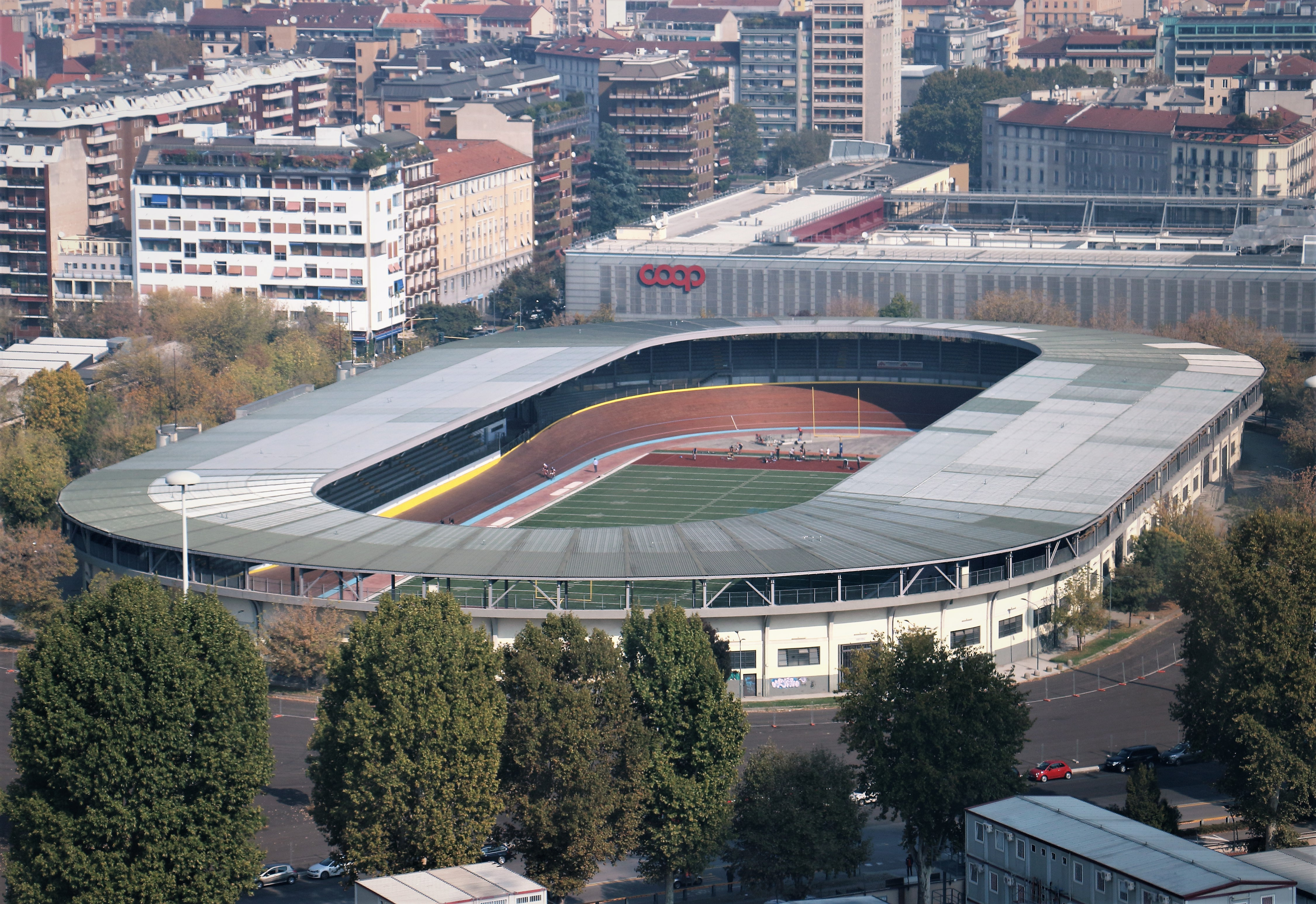
Il Velodromo Maspes-Vigorelli a Milano, luogo che ha ospitato in assoluto più arrivi finali del Giro (19 edizioni).

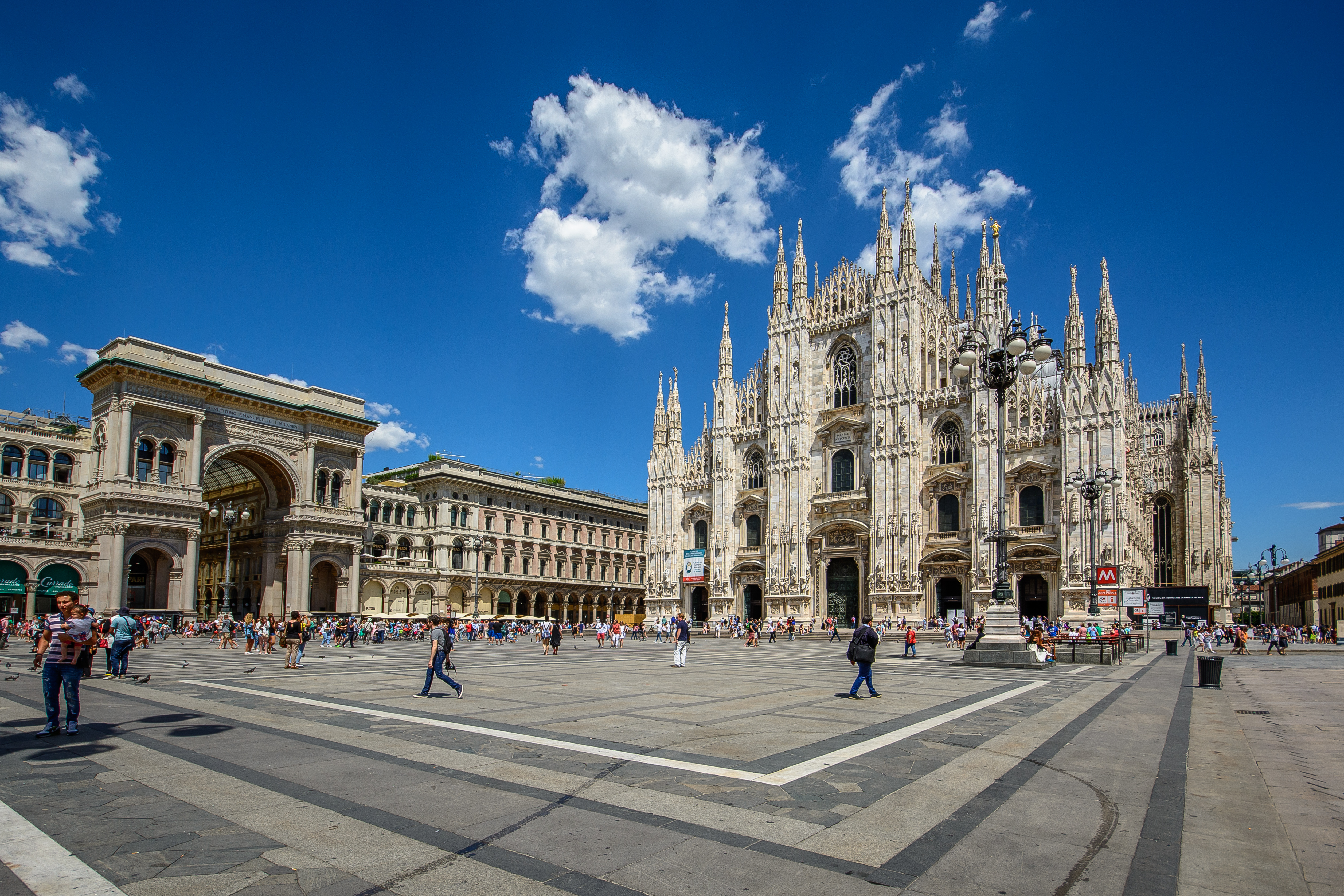
Piazza Duomo a Milano, sede degli ultimi arrivi nel capoluogo lombardo.

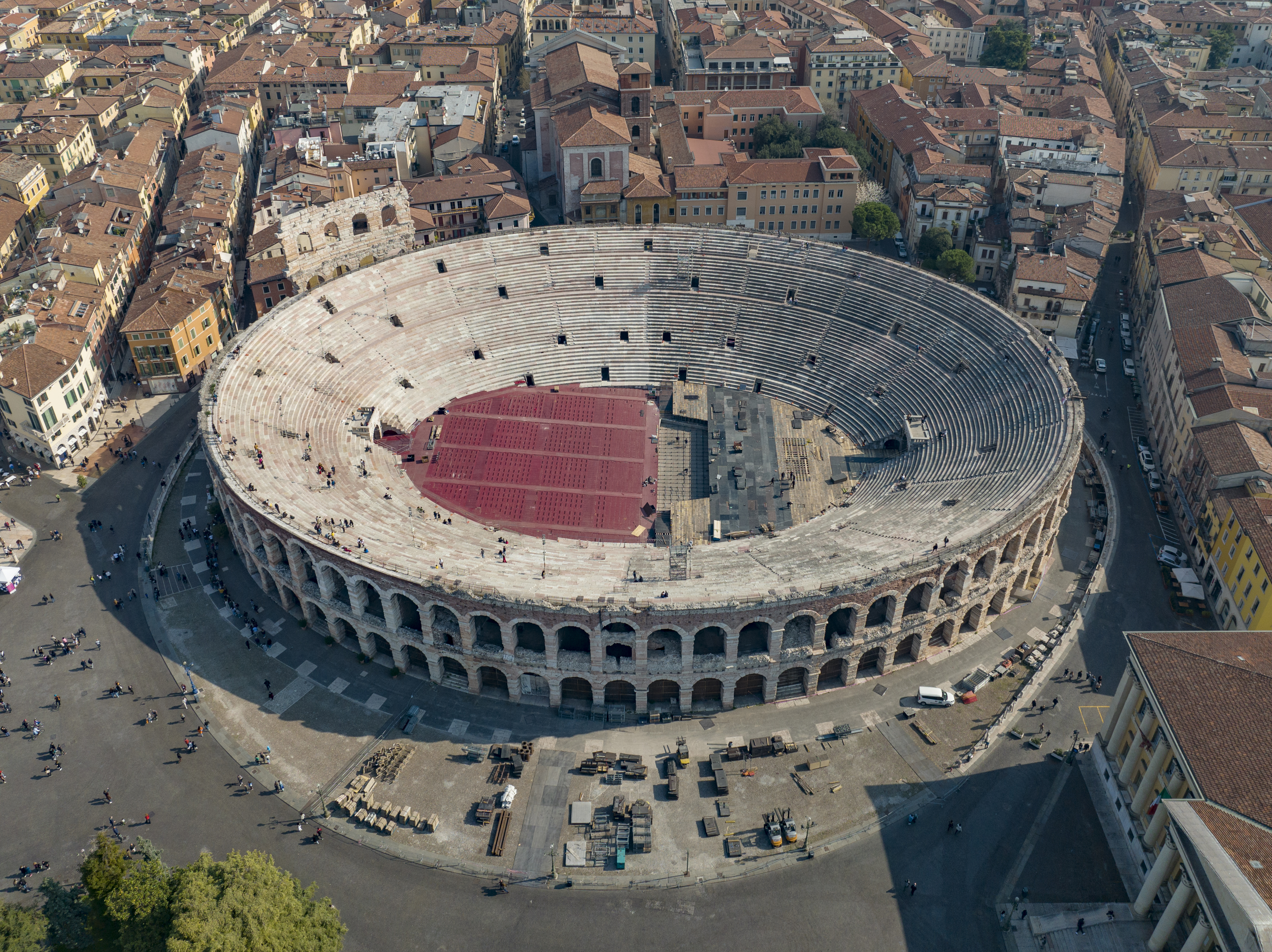
L'Arena di Verona, luogo più utilizzato come sede di arrivo finale, al di fuori di Milano.

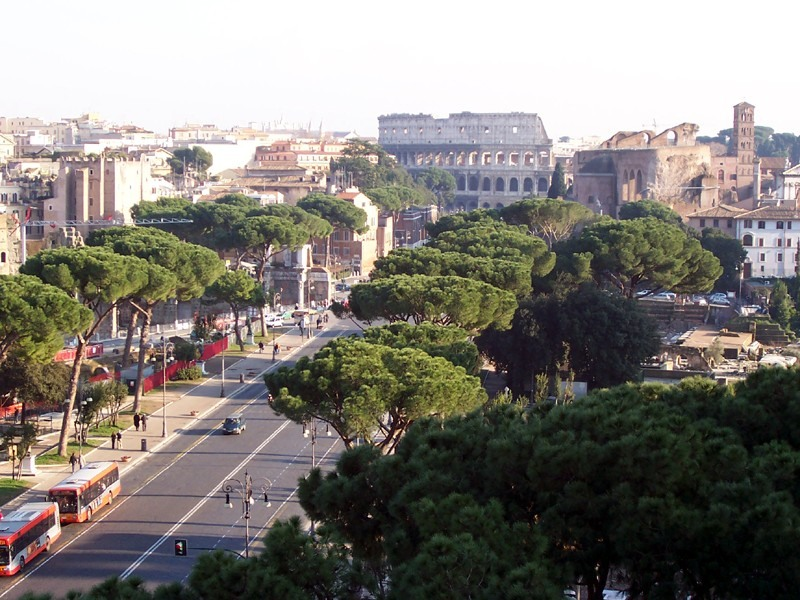
Via dei Fori Imperiali a Roma, sede degli arrivi finali del 2009, 2018, 2023 e 2025

| Edizione | Sede di arrivo              | Luogo di arrivo              | Ultima tappa               | Ultima tappa             | Ultima tappa        |
| Edizione | Sede di arrivo              | Luogo di arrivo              | Sede di partenza           | Distanza                 | Vincitore           |
| -------- | --------------------------- | ---------------------------- | -------------------------- | ------------------------ | ------------------- |
| 1909     | Milano                      | Arena Civica                 | Torino                     | 206 km                   | Dario Beni          |
| 1910     | Milano                      | Arena Civica                 | Torino                     | 278 km                   | Luigi Ganna         |
| 1911     | Roma                        | Centocelle                   | Napoli                     | 267 km                   | Ezio Corlaita       |
| 1912     | Bergamo                     |                              | Milano                     | 235 km                   | Vincenzo Borgarello |
| 1913     | Milano                      | Trotter di Turro             | Rovigo                     | 322 km                   | Eberardo Pavesi     |
| 1914     | Milano                      | Villa Sormani                | Lugo (RA)                  | 420 km                   | Pierino Albini      |
| 1919     | Milano                      | Arena Civica                 | Torino                     | 277 km                   | Costante Girardengo |
| 1920     | Milano                      | Trotter di Turro             | Trieste                    | 421 km                   | Ugo Agostoni        |
| 1921     | Milano                      | Velodromo Sempione           | Torino                     | 306 km                   | Gaetano Belloni     |
| 1922     | Milano                      | Velodromo Sempione           | Torino                     | 349 km                   | Giovanni Brunero    |
| 1923     | Milano                      | Velodromo Sempione           | Mantova                    | 341 km                   | Costante Girardengo |
| 1924     | Milano                      | Velodromo Sempione           | Verona                     | 313 km                   | Alfredo Sivocci     |
| 1925     | Milano                      | Velodromo Sempione           | Verona                     | 308 km                   | Gaetano Belloni     |
| 1926     | Milano                      | Velodromo Sempione           | Verona                     | 288 km                   | Alfredo Binda       |
| 1927     | Milano                      | Velodromo Sempione           | Verona                     | 292 km                   | Alfredo Binda       |
| 1928     | Milano                      | Velodromo Sempione           | Torino                     | 251 km                   | Domenico Piemontesi |
| 1929     | Milano                      | Arena Civica                 | Alessandria                | 216 km                   | Alfredo Dinale      |
| 1930     | Milano                      | Arena Civica                 | Brescia                    | 280 km                   | Michele Mara        |
| 1931     | Milano                      | Arena Civica                 | Torino                     | 263 km                   | Ambrogio Morelli    |
| 1932     | Milano                      | Arena Civica                 | Torino                     | 271 km                   | Learco Guerra       |
| 1933     | Milano                      | Arena Civica                 | Bolzano                    | 284 km                   | Alfredo Binda       |
| 1934     | Milano                      | Arena Civica                 | Bassano del Grappa (VI)    | 315 km                   | Giuseppe Olmo       |
| 1935     | Milano                      | Arena Civica                 | Torino                     | 290 km                   | Raffaele Di Paco    |
| 1936     | Milano                      | Arena Civica                 | Salsomaggiore Terme (PR)   | 248 km                   | Giuseppe Olmo       |
| 1937     | Milano                      | Velodromo Vigorelli          | Como                       | 141 km                   | Aldo Bini           |
| 1938     | Milano                      | Velodromo Vigorelli          | Locarno                    | 180 km                   | Olimpio Bizzi       |
| 1939     | Milano                      | Arena Civica                 | Sondrio                    | 168 km                   | Gino Bartali        |
| 1940     | Milano                      | Arena Civica                 | Verona                     | 180 km                   | Adolfo Leoni        |
| 1946     | Milano                      | Arena Civica                 | Mantova                    | 176 km                   | Oreste Conte        |
| 1947     | Milano                      | Velodromo Vigorelli          | Lugano                     | 278 km                   | Adolfo Leoni        |
| 1948     | Milano                      | Velodromo Vigorelli          | Brescia                    | 231 km                   | Fiorenzo Magni      |
| 1949     | Monza                       | Autodromo nazionale di Monza | Torino                     | 267 km                   | Giovanni Corrieri   |
| 1950     | Roma                        | Terme di Caracalla           | Napoli                     | 230 km                   | Oreste Conte        |
| 1951     | Milano                      | Velodromo Vigorelli          | Sankt Moritz               | 172 km                   | Antonio Bevilacqua  |
| 1952     | Milano                      | Velodromo Vigorelli          | Verbania (NO)              | 147 km                   | Antonio Bevilacqua  |
| 1953     | Milano                      | Velodromo Vigorelli          | Bormio (SO)                | 220 km                   | Fiorenzo Magni      |
| 1954     | Milano                      | Velodromo Vigorelli          | Sankt Moritz               | 222 km                   | Rik Van Steenbergen |
| 1955     | Milano                      | Velodromo Vigorelli          | San Pellegrino Terme (BG)  | 141 km                   | Hugo Koblet         |
| 1956     | Milano                      | Arena Civica                 | San Pellegrino Terme (BG)  | 113 km                   | Donato Piazza       |
| 1957     | Milano                      | Arena Civica                 | Abano Terme (PD)           | 257 km                   | Rik Van Steenbergen |
| 1958     | Milano                      | Velodromo Vigorelli          | Salò (BS)                  | 177 km                   | Miguel Poblet       |
| 1959     | Milano                      | Velodromo Vigorelli          | Courmayeur (AO)            | 220 km                   | Rolf Graf           |
| 1960     | Milano                      | Velodromo Vigorelli          | Bormio (SO)                | 225 km                   | Arrigo Padovan      |
| 1961     | Milano                      | Velodromo Vigorelli          | Bormio (SO)                | 214 km                   | Miguel Poblet       |
| 1962     | Milano                      | Velodromo Vigorelli          | Saint-Vincent (AO)         | 160 km                   | Guido Carlesi       |
| 1963     | Milano                      | Velodromo Vigorelli          | Brescia                    | 136 km                   | Antonio Bailetti    |
| 1964     | Milano                      | Velodromo Vigorelli          | Biella (VC)                | 146 km                   | Willi Altig         |
| 1965     | Firenze                     | Stadio Comunale              | Brescia                    | 295 km                   | René Binggeli       |
| 1966     | Trieste                     | Ippodromo di Montebello      | Vittorio Veneto (TV)       | 172 km                   | Mino Bariviera      |
| 1967     | Milano                      | Arena Civica                 | Madonna del Ghisallo (CO)  | 68 km                    | Willy Planckaert    |
| 1968     | Napoli                      | Velodromo dell'Arenaccia     | Chieti                     | 235 km                   | Franco Bodrero      |
| 1969     | Milano                      | Velodromo Vigorelli          | Folgarida (TN)             | 257 km                   | Attilio Benfatto    |
| 1970     | Bolzano                     | Stadio Druso                 | Dobbiaco (BZ)              | 155 km                   | Luciano Armani      |
| 1971     | Milano                      | Velodromo Vigorelli          | Lainate (MI)               | 20 km, cronometro ind.   | Ole Ritter          |
| 1972     | Milano                      | Piazza Duomo                 | Arco (TN)                  | 185 km                   | Enrico Paolini      |
| 1973     | Trieste                     | Piazza Unità d'Italia        | Auronzo di Cadore (BL)     | 197 km                   | Marino Basso        |
| 1974     | Milano                      | Velodromo Vigorelli          | Milano                     | 94 km                    | Marino Basso        |
| 1975     | Passo dello Stelvio (BZ/SO) | Piazzale Milano              | Alleghe (BL)               | 186 km                   | Francisco Galdos    |
| 1976     | Milano                      | Piazza Duomo                 | Milano                     | 106 km                   | Daniele Tinchella   |
| 1977     | Milano                      | Piazza Duomo                 | Milano                     | 122 km                   | Luciano Borgognoni  |
| 1978     | Milano                      | Piazza Duomo                 | Inverigo (CO)              | 220 km                   | Pierino Gavazzi     |
| 1979     | Milano                      | Arena Civica                 | Cesano Maderno (MI)        | 44 km, cronometro ind.   | Giuseppe Saronni    |
| 1980     | Milano                      | Piazza Duomo                 | Milano                     | 114 km                   | Pierino Gavazzi     |
| 1981     | Verona                      | Arena di Verona              | Soave (VR)                 | 42 km, cronometro ind.   | Knut Knudsen        |
| 1982     | Torino                      | Via Roma                     | Pinerolo (TO)              | 42,5 km, cronometro ind. | Bernard Hinault     |
| 1983     | Udine                       | Piazza I° maggio             | Gorizia                    | 40 km, cronometro ind.   | Roberto Visentini   |
| 1984     | Verona                      | Arena di Verona              | Soave (VR)                 | 42 km, cronometro ind.   | Francesco Moser     |
| 1985     | Lucca                       | Piazza Napoleone             | Lido di Camaiore (LU)      | 48 km, cronometro ind.   | Francesco Moser     |
| 1986     | Merano (BZ)                 | Corso della Libertà          | Merano (BZ)                | 109 km                   | Eric Van Lancker    |
| 1987     | Saint-Vincent (AO)          | Viale Piemonte               | Aosta                      | 32 km, cronometro ind.   | Stephen Roche       |
| 1988     | Vittorio Veneto (TV)        | Viale della Vittoria         | Vittorio Veneto (TV)       | 43 km, cronometro ind.   | Lech Piasecki       |
| 1989     | Firenze                     | Piazzale Michelangelo        | Prato (FI)                 | 53,8 km, cronometro ind. | Lech Piasecki       |
| 1990     | Milano                      | Viale Gadio                  | Milano                     | 90 km                    | Mario Cipollini     |
| 1991     | Milano                      | Viale Gadio                  | Pavia                      | 153 km                   | Mario Cipollini     |
| 1992     | Milano                      | Viale Gadio                  | Vigevano (PV)              | 66 km, cronometro ind.   | Miguel Indurain     |
| 1993     | Milano                      | Viale Gadio                  | Biella                     | 166 km                   | Fabio Baldato       |
| 1994     | Milano                      | Viale Gadio                  | Torino                     | 198 km                   | Stefano Zanini      |
| 1995     | Milano                      | Viale Gadio                  | Luino (VA)                 | 148 km                   | Giovanni Lombardi   |
| 1996     | Milano                      | Viale Gadio                  | Sondrio                    | 176 km                   | Serhij Ušakov       |
| 1997     | Milano                      | Viale Gadio                  | Boario Terme (BS)          | 165 km                   | Mario Cipollini     |
| 1998     | Milano                      | Corso Sempione               | Lugano                     | 102 km                   | Gian Matteo Fagnini |
| 1999     | Milano                      | Corso Sempione               | Darfo Boario Terme (BS)    | 170 km                   | Fabrizio Guidi      |
| 2000     | Milano                      | Corso Sempione               | Torino                     | 189 km                   | Mariano Piccoli     |
| 2001     | Milano                      | Corso Sempione               | Arona (NO)                 | 125 km                   | Mario Cipollini     |
| 2002     | Milano                      | Corso Sempione               | Cantù (CO)                 | 141 km                   | Mario Cipollini     |
| 2003     | Milano                      | Piazza Duomo                 | Milano                     | 33 km, cronometro ind.   | Serhiy Honchar      |
| 2004     | Milano                      | Corso Venezia                | Clusone (BG)               | 154 km                   | Alessandro Petacchi |
| 2005     | Milano                      | Corso Venezia                | Albese con Cassano (CO)    | 120 km                   | Alessandro Petacchi |
| 2006     | Milano                      | Corso Venezia                | Madonna del Ghisallo (CO)  | 140 km                   | Robert Forster      |
| 2007     | Milano                      | Corso Venezia                | Vestone (BS)               | 185 km                   | Alessandro Petacchi |
| 2008     | Milano                      |                              | Cesano Maderno (MI)        | 28,5 km, cronometro ind. | Marco Pinotti       |
| 2009     | Roma                        | Via dei Fori Imperiali       | Roma                       | 14,4 km, cronometro ind. | Ignatas Konovalovas |
| 2010     | Verona                      | Arena di Verona              | Verona                     | 15,3 km, cronometro ind. | Gustav Larsson      |
| 2011     | Milano                      | Piazza Duomo                 | Milano                     | 26 km, cronometro ind.   | David Millar        |
| 2012     | Milano                      | Piazza Duomo                 | Milano                     | 28,2 km, cronometro ind. | Marco Pinotti       |
| 2013     | Brescia                     | Piazzale Garibaldi           | Riese Pio X (TV)           | 206 km                   | Mark Cavendish      |
| 2014     | Trieste                     | Riva III novembre            | Gemona del Friuli (UD)     | 172 km                   | Luka Mezgec         |
| 2015     | Milano                      | Piazza Duomo                 | Torino                     | 178 km                   | Iljo Keisse         |
| 2016     | Torino                      | Corso Moncalieri             | Cuneo                      | 163 km                   | Nikias Arndt        |
| 2017     | Milano                      | Piazza Duomo                 | Monza                      | 29,3 km, cronometro ind. | Jos van Emden       |
| 2018     | Roma                        | Via dei Fori Imperiali       | Roma                       | 115 km                   | Sam Bennett         |
| 2019     | Verona                      | Arena di Verona              | Verona                     | 17 km, cronometro ind.   | Chad Haga           |
| 2020     | Milano                      | Piazza Duomo                 | Cernusco sul Naviglio (MI) | 15,7 km, cronometro ind. | Filippo Ganna       |
| 2021     | Milano                      | Piazza Duomo                 | Senago (MI)                | 30,3 km, cronometro ind. | Filippo Ganna       |
| 2022     | Verona                      | Arena di Verona              | Verona                     | 17,4 km, cronometro ind. | Matteo Sobrero      |
| 2023     | Roma                        | Via dei Fori Imperiali       | Roma                       | 126 km                   | Mark Cavendish      |
| 2024     | Roma                        | Via di San Gregorio          | Roma                       | 126 km                   | Tim Merlier         |
| 2025     | Roma                        | Via dei Fori Imperiali       | Roma                       | 143 km                   | Olav Kooij          |

## Statistiche sui Grandi Arrivi
Dati aggiornati all'edizione 2025.

### Per città ospitante
Di seguito si riporta il numero di volte che una città ha ospitato il Grande Arrivo del Giro d'Italia.
| Edizioni | Città                                 |
| -------- | ------------------------------------- |
| 78       | Milano                                |
| 7        | Roma                                  |
| 5        | Verona                                |
| 3        | Trieste                               |
| 2        | Firenze                               |
| 2        | Torino                                |
| 1        | Bergamo                               |
| 1        | Bolzano                               |
| 1        | Brescia                               |
| 1        | Lucca                                 |
| 1        | Merano (Bolzano)                      |
| 1        | Monza                                 |
| 1        | Napoli                                |
| 1        | Passo dello Stelvio (Bolzano/Sondrio) |
| 1        | Saint-Vincent (Aosta)                 |
| 1        | Udine                                 |
| 1        | Vittorio Veneto (Treviso)             |